# 10483 Томбьорнс
10483 Томбьорнс (10483 Tomburns) — астероїд головного поясу, відкритий 4 вересня 1983 року.
Тіссеранів параметр щодо Юпітера — 3,589.